# Эрегион
Эре́гион (синд. Eregion; «Край падубов» (англ. Hollin)) — в легендариуме Дж. Р. Р. Толкина историческая местность в Средиземье, расположенная на востоке Эриадора. Границами её были Мглистые горы, реки Митейтель, Бруинен и Сира́ннон.
О населении Эрегиона в Первую Эпоху достоверно ничего не известно. Возможно, на его землях обитали люди из числа переваливших за Мглистые горы, но не продолживших пути в Белерианд. Во Вторую Эпоху там жили эльфы-нолдор. Их королём был Келебримбор, сын Куруфина, создатель Трёх эльфийских Колец.
Столицей Эрегиона был город Ост-ин-Эдиль, в переводе с синдарина «твердыня эльфов». Разрушен в 1697 году Второй эпохи в ходе войны эльфов с Сауроном.
В Третью Эпоху разорённый войнами Эрегион был окончательно заброшен, и, кроме диких животных, на его землях никто не обитал.
Через земли Эрегиона пролегла первая часть пути Братства Кольца в 3018 году Т. Э. Именно здесь отряд Хранителей был застигнут воронами-разведчиками Сарумана, а также, уже будучи неподалёку от западных ворот Мории, подвергся нападению волколаков.